# Гверки
Гверки (груз. ღვერკი) — село в Грузії.
За даними перепису населення 2014 року в селі проживає 51 особа.